# ЗІЛ-158
ЗІЛ-158, ЗІЛ-158В — міський автобус виробництва Заводу імені Ліхачова та Лікинського автобусного заводу. Випускався з 1957 року на ЗІЛі. До березня 1960 року доукомплектовували раніше зібрані в чималій кількості кузова. Останній заводський номер ЗІЛа: 9515. З 1959 по 1970 роки серійне виробництво йшло на ЛіАЗ.

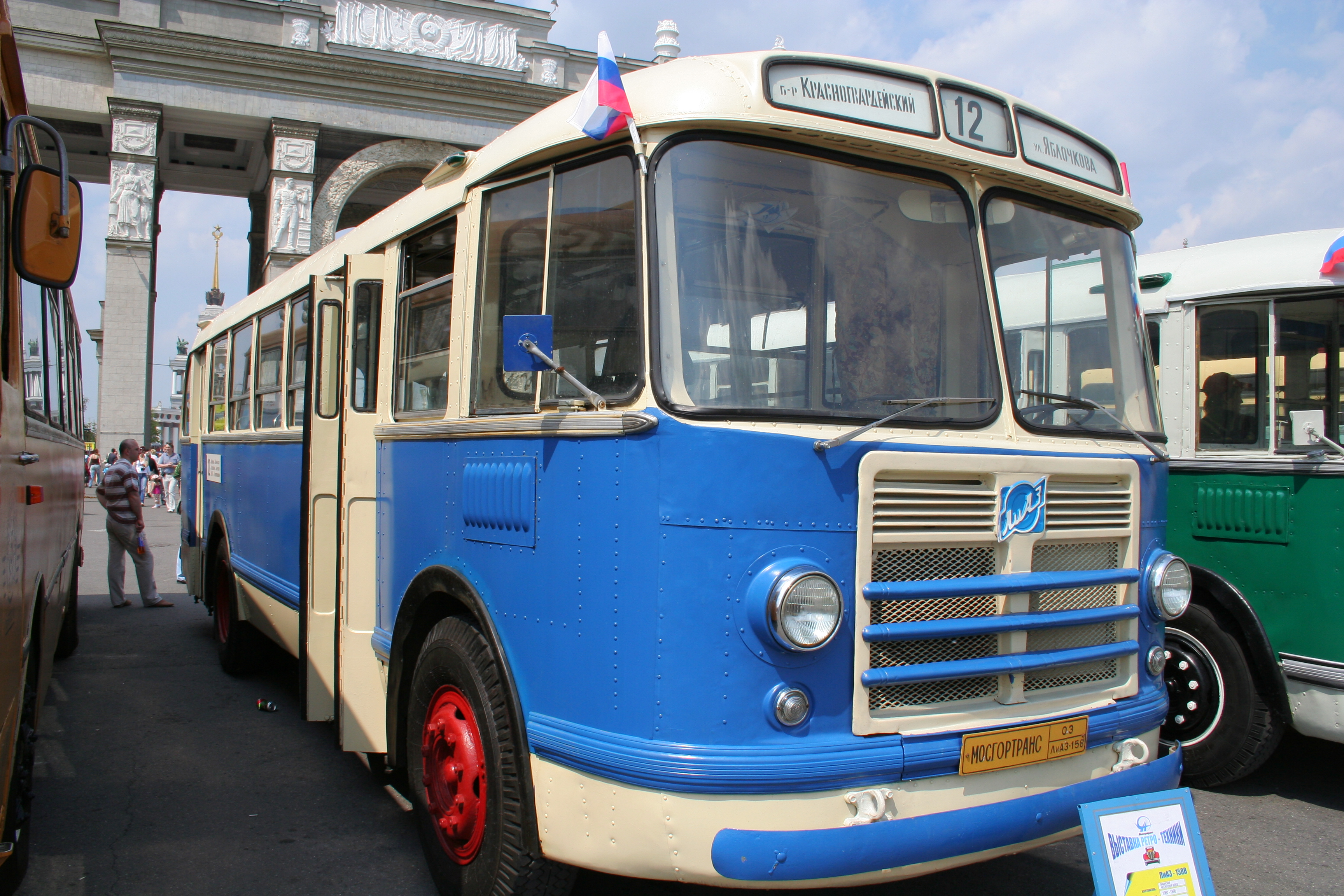
ЛіАЗ-158

ЗіЛ-158 був основною моделлю автобуса в міських автобусних парках Радянського Союзу в 60-х і початку 70-х років XX століття. На ЛіАЗ зібрано і випущено понад 62 350 автобусів. Збірка велася до кінця 1969 року. Найостанніші автобуси прибули в Москву 158-мі в лютому 1970-го в 10-й автобусний парк. Подальша модель ЛіАЗ-677 випускалася паралельно зі 158-м в зростаючих кількостях, починаючи з 1967 року, але через дефекти ГМП 158-му модель не знімали з виробництва до січня 1971 року.